# Koncentracija
U kemiji, „koncentracija“ je definirana kao udio otopljene tvari podijeljen s volumenom otopine. Štoviše, u kemiji se mogu razlučiti četiti vrste koncentracije: masena koncentracija, molarna koncentracija, brojčana koncentracija i volumna koncentracija. Izraz koncentracija može se primijeniti u bilo kojoj vrsti kemijske smjese, no najčešće se primijenjuje na otopljene tvari u otopinama.

## Kvalitativan opis
Često se koncentracija opisuje na kvalitativan način, upotrebom pridjeva kao što su „razrijeđene“ za otopine male koncentracije ili „koncentrirane“ za otopine relativno visoke koncentracije. Kako bi se otopina „koncentrirala“, potrebno je unijeti više otopljene tvari (npr. etanola) ili smanjiti količinu otapala (npr. vode). Osim ako se te dvije stvari potpuno miješaju, postoji koncentracija iznad koje se otopljene tvari neće otapati. Tada se kaže da je otopina zasićena. Ako se dodaje još otopljene tvari, neće se raspasti, osim u nekim slučajevima kad dolazi do prezasićenosti. Zasićenost ovisi o mnogo varijabli kao što su temperatura okoline i kemijskoj prirodi otapala i otopljene tvari.

## Kvantitativno obilježavanje
Postoje četiri načina izražavanja koncentracije:

### Masena koncentracija
Masena koncentracija {\displaystyle \gamma } se definira kao omjer mase otopljene tvari {\displaystyle m_{B}} i volumena otopine {\displaystyle V}:
{\displaystyle \gamma ={\frac {m_{B}}{V}}}
Može se definirati i kao umnožak masenog udjela {\displaystyle w_{B}} i gustoće otopine {\displaystyle \rho }:
{\displaystyle \gamma =w_{B}\times \rho }
Te kao umnožak množinske koncentracije {\displaystyle c_{B}} i molarne mase tvari {\displaystyle M_{B}}:
{\displaystyle \gamma =c_{B}\times M_{B}}
Mjerna jedinica u SI sustavu je kg m-3, iako se u kemijskoj praksi najčešće koristi g dm-3
Gustoća otopine {\displaystyle \rho } treba se razlikovati od masene koncentracije, jer se u masenoj koncentraciji dijeli masa otopljene tvari s volumenom, a u gustoći masa cijele otopine s volumenom.
{\displaystyle \rho _{otopina}={\frac {m_{otopina}}{V_{otopina}}}}

### Molarna (množinska) koncentracija
Stariji naziv: molaritet
Molarna (množinska) koncentracija {\displaystyle c} je omjer množine otopljene tvari {\displaystyle n_{B}} i volumena otopine {\displaystyle V}:
{\displaystyle c={\frac {n_{B}}{V}}}
Formula koja povezuje množinsku koncentraciju tvari {\displaystyle c_{B}}, maseni udio tvari {\displaystyle w_{B}}, gustoću otopine {\displaystyle \rho } i molarnu masu tvari {\displaystyle M_{B}} glasi:
{\displaystyle c_{B}={\frac {w_{B}\times \rho }{M_{B}}}}
Mjerna jedinica u SI sustavu je mol m-3. Međutim, češće se koristi mol/L (= mol dm-3).

### Brojčana (brojevna) koncentracija
Brojčana (brojevna) koncentracija {\displaystyle C} je omjer broja otopljene tvari {\displaystyle N_{B}} i volumena otopine {\displaystyle V}:
{\displaystyle C={\frac {N_{B}}{V}}}
Mjerna jedinica u SI sustavu je 1/m3.

### Volumna koncentracija
Volumna koncentracija {\displaystyle \phi } je omjer volumena otopljene tvari {\displaystyle V_{B}} i volumena otopine {\displaystyle V} prije miješanja:
{\displaystyle \phi ={\frac {V_{B}}{V}}}
Jedinica u SI sustavu je m3/m3.

## Povezane kvantitete
Još nekoliko kvantiteta može opisivati sastav smjese. One se ne bi trebale zvati koncentracijama.

### Normalnost
Normalnost je definirana kao molarna koncentracija {\displaystyle c} podijeljena s faktorom ekvivalentnosti {\displaystyle f_{eq}}. Otkad definicija faktora ekvivalentnosti možda nije nepristrana, IUPAC i NIST ne preporučaju korištenje normalnosti.

### Molalnost
(Ne miješati s molarnost/molaritet)
Molalnost (molalitet) otopine {\displaystyle b} definirana je kao omjer množine otopljene tvari {\displaystyle n_{B}} i mase otapala {\displaystyle m_{A}} (ne mase otopine):
{\displaystyle b={\frac {n_{B}}{m_{A}}}}
Mjerna jedinica u SI sustavu je mol/kg.

### Množinski udio
Množinski udio {\displaystyle x_{B}} definira se kao množina tvari {\displaystyle n_{B}} podijeljena s ukupnom množinom svih tvari u smjesi {\displaystyle n_{uk}}:
{\displaystyle n_{uk}=n_{A}+n_{B}}
{\displaystyle x_{B}={\frac {n_{B}}{n_{A}+n_{B}}}}
Jedinica u SI sustavu je mol/mol. Međutim, za male molarne udjele češće se koristi obilježavanje „partes per“ (lat. dijelova po). (eng. parts per hundred = posto, parts per thousand = promil)

### Molarni omjer
Molarni omjer {\displaystyle r} definira se kao množina tvari {\displaystyle n_{B}} podijeljena s ukupnom količinom svih ostalih tvari u smjesi:
{\displaystyle r={\frac {n_{B}}{n_{uk}-n_{B}}}}
Ako je {\displaystyle n_{B}} mnogo manji od {\displaystyle n_{uk}}, onda je molarni omjer gotovo identičan množinskom udjelu.
Jedinica u SI sustavu je mol/mol. Međutim, za male molarne omjere češće se koristi obilježavanje „parts per“ (dijelova po).

### Maseni udio
Maseni udio {\displaystyle w_{B}} je omjer mase otopljene tvari {\displaystyle m_{B}} i mase otopine (koja je zbroj mase otopljene tvari i mase otapala) {\displaystyle m_{uk}}, to jest:
{\displaystyle w_{B}={\frac {m_{B}}{m_{A}+m_{B}}}}
Za izračunavanje masenog udjela sastojka {\displaystyle A} u smjesi {\displaystyle A_{2}B_{3}}, formula glasi:
{\displaystyle w(A,A_{2}B_{3})={\frac {2\times Ar(A)}{Mr(A_{2}B_{3})}}}
U kojoj {\displaystyle Ar} označava relativnu atomsku masu elementa, a {\displaystyle Mr} relativnu molekulsku masu spoja.
Jedinica u SI sustavu je kg/kg. Međutim, za male masene udjele češće se koristi obilježavanje „parts per“ (dijelova po, per cent = po sto, ili u obliku po tisuću).

### Maseni omjer
Maseni omjer {\displaystyle \zeta _{B}} je definiran kao masa otopljene tvari {\displaystyle m_{B}} podijeljena s ukupnom masom svih drugih tvari u smjesi:
{\displaystyle \zeta _{B}={\frac {m_{B}}{m_{uk}-m_{B}}}}
Jedinica u SI sustavu je kg/kg. Međutim, za male masene omjere češće se koristi obilježavanje „parts per“ (dijelova po).

## Ovisnost o volumenu
Koncentracija ovisi o promjeni volumena otopine najviše zbog termalnog širenja.

## Tablica koncentracija i povezanih količina
| Vrsta koncentracije    | Simbol                  | Definicija                           | Jedinica u SI sustavu | druga/e jedinica/e |
| ---------------------- | ----------------------- | ------------------------------------ | --------------------- | ------------------ |
| masena koncentracija   | {\displaystyle \gamma } | {\displaystyle m_{B}/V}              | kg/m3                 | g/100mL (=g/dL)    |
| molarna koncentracija  | {\displaystyle c}       | {\displaystyle n_{B}/V}              | mol/m3                | M (=mol/L)         |
| brojčana koncentracija | {\displaystyle C}       | {\displaystyle N_{B}/V}              | 1/m3                  | 1/cm3              |
| volumna koncentracija  | {\displaystyle \phi }   | {\displaystyle V_{B}/V}              | m3/m3                 |                    |
| Povezane količine      | Simbol                  | Definicija                           | Jedinica u SI sustavu | druga/e jedinica/e |
| normalnost             |                         | {\displaystyle c/f_{eq}}             | mol/m3                | N (=mol/L)         |
| molalnost              | {\displaystyle b}       | {\displaystyle n_{B}/m_{otapala}}    | mol/kg                |                    |
| molarni udio           | {\displaystyle x_{B}}   | {\displaystyle n_{B}/n_{uk}}         | mol/mol               | ppm, ppb, ppt      |
| molarni omjer          | {\displaystyle r}       | {\displaystyle n_{B}/(n_{uk}-n_{B})} | mol/mol               | ppm, ppb, ppt      |
| maseni udio            | {\displaystyle w_{B}}   | {\displaystyle m_{B}/m_{uk}}         | kg/kg                 | ppm, ppb, ppt      |
| maseni omjer           | {\displaystyle \zeta }  | {\displaystyle m_{B}/(m_{uk}-m_{B})} | kg/kg                 | ppm, ppb, ppt      |